# レーリチ
レーリチ(イタリア語: Lerici)は、イタリア共和国リグーリア州ラ・スペツィア県にある、人口約9,800人の基礎自治体（コムーネ）。

## 地理

### 位置・広がり

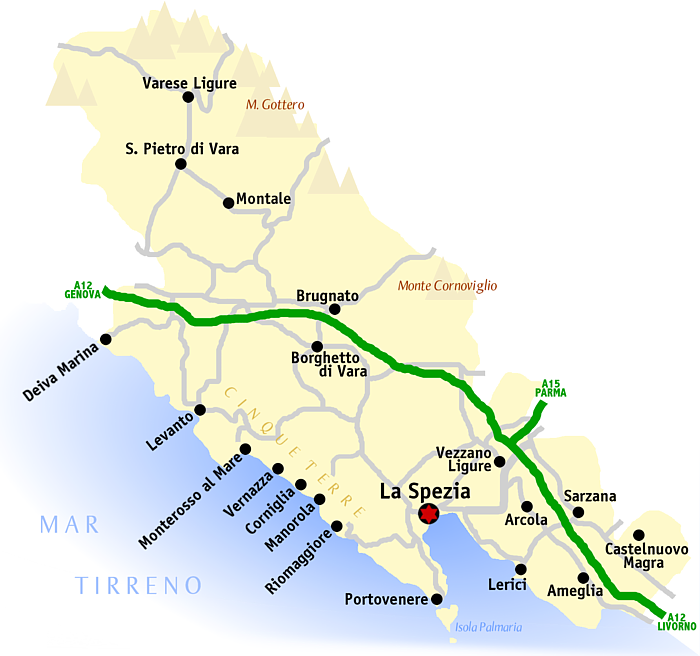
ラ・スペツィア県概略図

#### 隣接コムーネ
隣接するコムーネは以下の通り。
- アメーリア
- アルコラ
- ラ・スペーツィア
- サルザーナ

### 地震分類
イタリアの地震リスク階級 (it) では、3 に分類される
。

## 行政

### 分離集落
レーリチには、以下の分離集落（フラツィオーネ）がある。
- La Serra, Muggiano, Pozzuolo, Pugliola, San Terenzo, Senato, Tellaro

## 文化・観光
分離集落Tellaroは、「イタリアの最も美しい村」クラブの加盟メンバーである。

## 姉妹都市
- ムージャン、フランス 2008年